# Rowland Williams (teolog)
Rowland Williams (ur. 1779, zm. 1854) – walijski duchowny.
Syn Richarda Williamsa (walijskiego pisarza) i Catherine. Działacz kleru literackiego (ang. literary clergy). Jeden z najbardziej wpływowych teologów XIX wieku. Wicedyrektor St David's College w Lampeter. Pionier rugby, krykieta oraz krokieta w Walii.
Miał trzech synów i pięć córek, w tym Rowlanda Williamsa, walijskiego duchownego i poetę.